# Cosmophyllum
Cosmophyllum is een geslacht van rechtvleugeligen uit de familie sabelsprinkhanen (Tettigoniidae). De wetenschappelijke naam van dit geslacht is voor het eerst geldig gepubliceerd in 1851 door Blanchard.

## Soorten
Het geslacht Cosmophyllum omvat de volgende soorten:
- Cosmophyllum olivaceum Blanchard, 1851
- Cosmophyllum pallidulum Blanchard, 1851